# Francisco da Silveira Pinto da Fonseca Teixeira
Francisco da Silveira Pinto da Fonseca Teixeira (Canelas (Peso da Régua), 30 de Agosto de 1763 — Vila Real, 27 de Maio de 1821), 1.º conde de Amarante, mais conhecido por General Silveira, foi um oficial general do Exército Português e político, que se destacou durante a Guerra Peninsular.

## Relações familiares

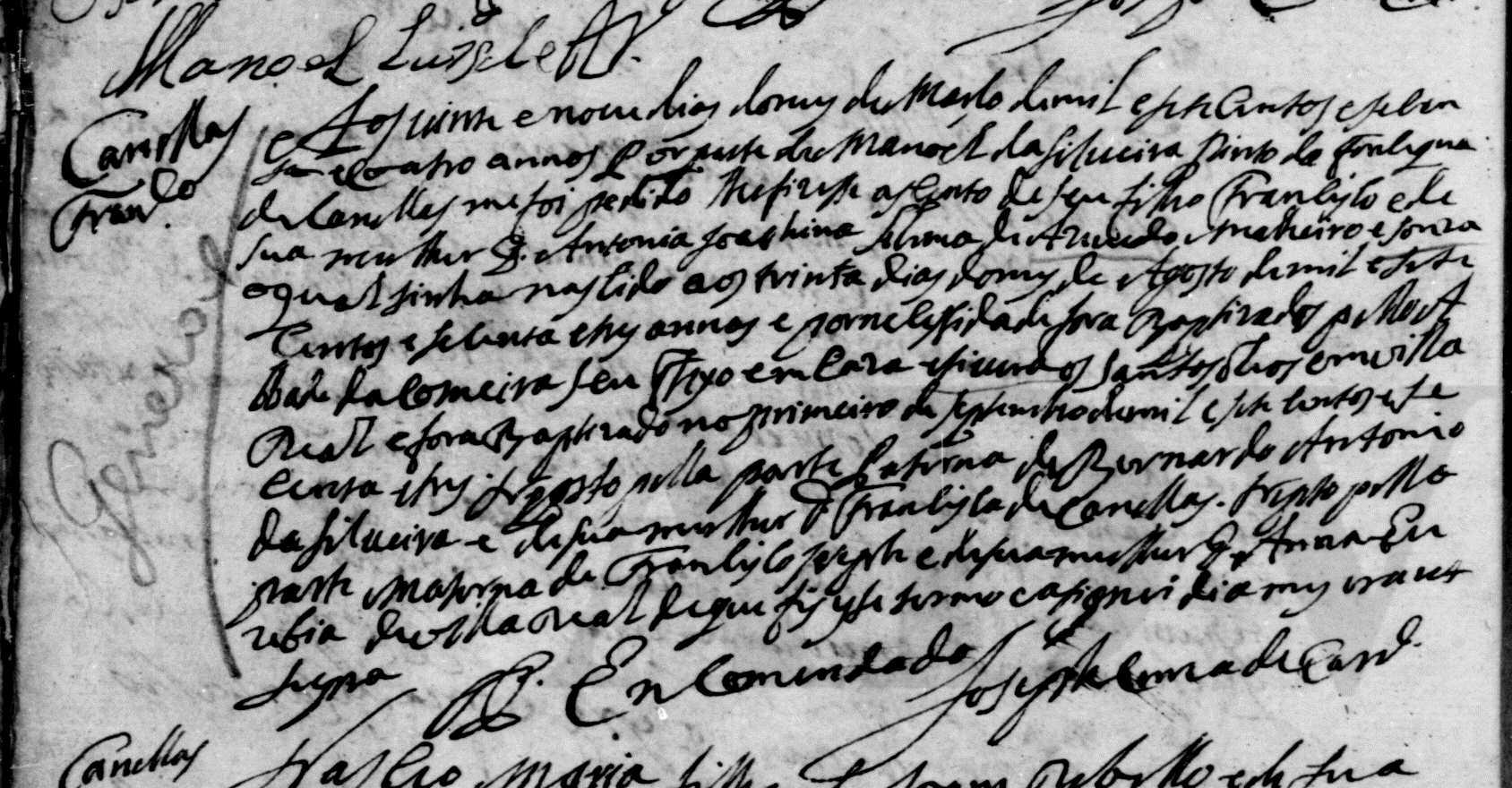
Assento de baptismo do General Francisco da Silveira.

O general Silveira (como é mais conhecido em numerosas obras) era filho de Manuel da Silveira Pinto da Fonseca e de D. Antónia da Silveira, teve um irmão, António da Silveira Pinto da Fonseca, que foi o 1.º Visconde de Canelas.  
Casou, em 16 de Abril de 1781, com D. Maria Emília Teixeira de Magalhães e Lacerda, filha do senhor da casa da Calçada, em Vila Real, António Teixeira de Magalhães e Lacerda, e de sua mulher, D. Ana Teresa Pereira Pinto de Azevedo Souto Maior, herdeira do Morgado de Celeiros, em Vila Real, de que foi a 3.ª Senhora .
Deste matrimónio teve três filhos: Manuel da Silveira Pinto da Fonseca Teixeira, 1º Marquês de Chaves, Miguel da Silveira Pinto da Fonseca e D. Mariana da Silveira Pinto da Fonseca, que casou com seu primo Bernardo da Silveira Pinto da Fonseca.

## Biografia
Assentou praça, como Cadete, no Regimento de Cavalaria de Almeida (mais tarde Cavalaria 11) a 25 de Abril de 1780. Ali foi promovido a Alferes em 22 de Abril de 1790 e a Tenente, no Regimento de Cavalaria 6, em 17 de Dezembro de 1792. No dia 17 de Dezembro de 1799 foi promovido a Capitão e nomeado Ajudante-de-Ordens do Governador das Armas da província da Beira. Em 1801, por decreto de 6 de Março, Francisco da Silveira foi promovido ao posto de sargento-mor. Nesse mesmo ano, quando teve início a chamada Guerra das Laranjas, juntamente com outras pessoas importantes de Trás-os-Montes, participou no levantamento de um corpo de voluntários, tendo sido nomeado a 19 de Maio Comandante-Chefe das Companhias Francas de Trás-os-Montes. Em 14 de Março de 1803 foi promovido ao posto de tenente-coronel, no Regimento de Cavalaria 6.
Em Dezembro de 1807, no início da Primeira Invasão Francesa encontrava-se em Aveiro. Junot tinha dado ordem para desmobilizar a maior parte do Exército Português e formar, com as melhores unidades, um corpo de tropas que foi designado Legião Lusitana (ou Legião Portuguesa). Silveira foi chamado a Coimbra para testemunhar a desmobilização dos Regimentos de Cavalaria 6, 9, 11 e 12. Pediu a sua demissão que foi aceite pelo governo de Junot e partiu para o Porto com o objectivo de chegar a bordo da esquadra britânica que se encontrava ao largo e, dessa forma, fugir para o Brasil. Não lhe sendo possível executar este plano foi para Vila Real.
Quando a insurreição que tinha nascido em Espanha chegou a Portugal, foi criada no Porto a Junta Provisional do Supremo Governo do Reino, presidida pelo bispo do Porto. A revolta rapidamente se estendeu a todo o Reino, primeiro em Trás-os-Montes, onde Francisco da Silveira teve um papel preponderante na aclamação do governo legítimo de Portugal. O papel que então desempenhou mereceu o reconhecimento da Junta do Supremo Governo do Reino que decretou, a 21 de Julho, a sua promoção a coronel do regimento de Cavalaria 6.
Ainda em 1808, participou na força sob comando do general Bernardim Freire de Andrade que se dirigiu para Sul ao encontro das tropas britânicas desembarcadas em Lavos. Exercia então as funções de comandante da guarda avançada deste corpo de tropas. Depois de as tropas francesas terem saído de Portugal, Silveira regressou ao Norte para participar na reorganização do Exército. Foi promovido a Brigadeiro e nomeado Governador Militar de Trás-os-Montes por carta régia de 15 de Fevereiro de 1809. 
Entretanto teve início a Segunda Invasão Francesa. Perante a superioridade dos franceses, Silveira foi obrigado a abandonar a praça de Chaves, tendo-se dirigido para a região de Vila Real. Quando as tropas francesas continuaram o seu avanço em direcção a Braga, deixando uma pequena guarnição em Chaves, Silveira regressou com as suas tropas, colocou cerco aquela praça que acabou por se render pouco tempo depois. Soult ocupou o Porto em finais de Março de 1809 e Silveira, com as suas tropas mal treinadas, mal equipadas, muitos deles sem armas de fogo, desenvolveu uma actividade notável na defesa da linha do Tâmega. Desta acção, o episódio mais marcante foi a defesa da ponte de Amarante. Obrigado a retirar após catorze dias de resistência, não se deixou abater e, em breve, as suas tropas, obrigavam o corpo de tropas francesas, sob comando de Loison, a retirar para Guimarães.
Na ordem do dia de 21 de Maio de 1809, o brigadeiro Francisco da Silveira era promovido a Marechal de Campo em recompensa pela forma como se bateu contra os invasores franceses. A Terceira Invasão Francesa colocou-o novamente em actividade operacional em que o seu prestígio se consolidou. Das acções em que participou destaca-se o ataque ao reduto em Puebla de Sanábria (1 a 10 de Agosto de 1810) na província de Zamora junto à fronteira no norte de Portugal, nos combates em Valverde (14 de Novembro de 1810), defesa de Pinhel (31 de Dezembro de 1810) e defesa Vila da Ponte (11 de Janeiro de 1811).

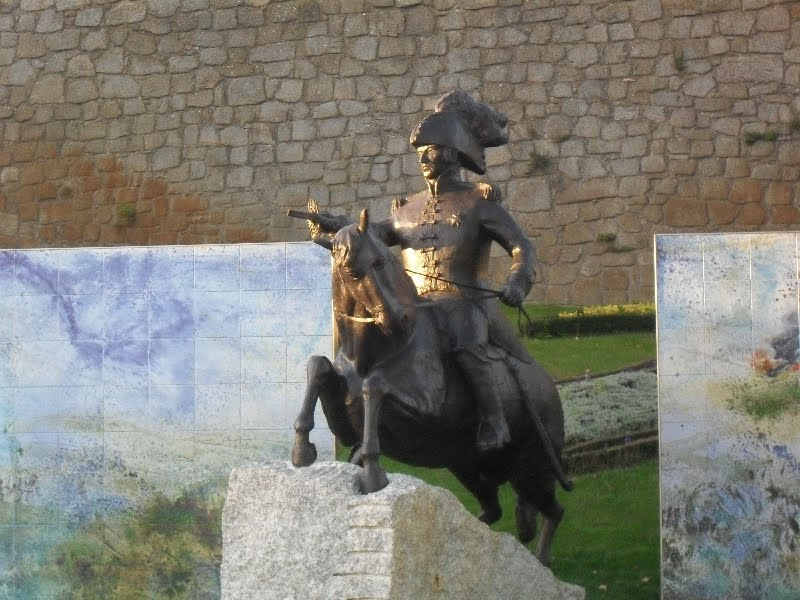
General Silveira. Estátua inaugurada em Chaves, junto às muralhas do forte de S. Francisco, por ocasião das comemorações do bicentenário da Guerra Peninsular.

A portaria de 5 de Fevereiro de 1812 veio confirmar a sua promoção a Tenente-general com antiguidade reportada a 1 de Janeiro desse ano. O seu valor foi reconhecido tanto pelo marechal Beresford, comandante em chefe do Exército Português, como por Wellesley que comandava o Exército Aliado na luta contra os franceses. É assim que o encontramos a comandar uma divisão de infantaria portuguesa no exército de Wellesley na Batalha de Vitoria e outras acções na fase final da guerra.
Após a Guerra Peninsular, que termina em 1814, Silveira voltou ao lugar de Governador das Armas da Província de Trás-os-Montes. Em 1820, quando a 24 de Agosto rebentou a revolução Liberal, foi convidado a aderir ao partido da Junta Provisória do Porto mas recusou e reuniu em Chaves as tropas da província de Trás-os-Montes com o objectivo contrário, de combater a revolução. Não foi bem sucedido nesta empresa pois essas tropas acabaram por se colocar do lado da Junta do Porto. Depois deste episódio, Silveira retirou-se para Vila Real onde veio a falecer no ano seguinte. Foi sepultado no jazigo da família, na capela do Espírito Santo em Canelas.
A 13 de Maio de 1809, o Príncipe Regente agraciou-o com o título de Conde de Amarante. A sua acção durante a Segunda Invasão Francesa mereceu-lhe o maior respeito em todo o Reino. Além desta honra, o 1º Conde de Amarante foi condecorado com a medalha de sete campanhas da Guerra Peninsular, com as medalhas britânica e espanhola por acções e batalhas nesta guerra, com os graus de grã-cruz da Ordem Militar de Cristo e de comendador honorário da Ordem Militar da Torre e Espada.
Faleceu aos 57 anos de idade, a 27 de maio de 1821, na freguesia de São Dinis, em Vila Real, tendo sido sepultado na Ermida do Divino Espírito Santo (vulgarmente conhecida por Capela do Espírito Santo), em Canelas, sua terra natal. A causa de morte terá sido uma doença pulmonar ou cardíaca, classificada à época como “moléstia do peito”.